# 예스터데이 (2002년 영화)
"예스터데이"는 2002년에 개봉한 대한민국의 영화이다. 통일한국을 배경으로 한 영화다.

## 캐스팅
- 김승우 : 윤석 역
- 김윤진 : 노희수 역
- 최민수 : 골리앗 역
- 김선아 : 매이 역
- 정은찬 : 조 역
- 전무송 : 신부 역
- 이호재 : 경찰청장 역
- 김훈 : 하수인 1 역
- 이람 : 하수인 2 역
- 홍원배 : 계장 이요한 역
- 조형래 : 김직형사 역
- 남윤길 : 남호형사 역
- 김산하 : 성강형사 역
- 한희석 : 한산형사 역
- 강현중 : 고명형사 역
- 리민 : 리민형사 역
- 김석환 : 판쵸형사 역
- 배수백 : 감청요원 역
- 노재원 : SI스나이퍼 역
- 이정용 : 오근형사 역
- 주명철 : 권우형사 역
- 박찬국 : 바주인 역
- 박계환 : 갱 행동대장 역
- 차인호 : 피아노맨 역
- 조소영 : 여종업원 역
- 주상훈 : 바텐더 역
- 이찬 : 색스폰맨 역
- 박성혜 : 납치자 미키 역
- 오상무 : 납치자 리치 역
- 이영광 : 변호사 역
- 권호웅 : 지역경찰서장 역
- 남기성 : 수색중대장 역
- 정호윤 : 한벌이 역
- 이승채 : 여비서 역
- 정민아: 어린 희수 역
- 김동주 : 어린 골리앗 역
- 김현정 : 재즈가수 역
- 정승철 : 응급실요원 역
- 최범용 : 응급실요원 역
- 이광석 : 구조요원 역
- 손범규 : 구조요원 역
- 김종배 : 구조요원 역
- 이현정 : 리포터 역
- 조중훈 : 기타리스트 역
- 김영건 : 드러머 역
- 이창
- 엄춘배 (우정출연)
- 정호빈 (우정출연)